# Ruslan Stefančuk
Ruslan Oleksijovič Stefančuk (ukrajinsky Руслан Олексійович Стефанчук, * 29. října 1975, Ternopil) je ukrajinský právník a politik. Od října roku 2021 je předsedou parlamentu Ukrajiny.
V prezidentských volbách v roce 2019 byl hlavním politickým ideologem kampaně kandidáta na prezidenta Volodymyra Zelenského. Je členem strany Služebník lidu. V roce 2023 v době ruské agrese na Ukrajině navštívil Českou republiku, kde jednal o „nových zbraních, výcviku ukrajinských pilotů i výzvách, které čekají poválečnou Ukrajinu“.